# Daniel Reinhard (Schauspieler)
Daniel Reinhard (* 27. Juni 1951 in Zürich) ist ein Schweizer Theaterschauspieler, Theaterregisseur, Erwachsenenbildner und Produktionsleiter.
Reinhard absolvierte von 1970 bis 1973 eine Ausbildung an der Hochschule für Musik und Theater Hamburg. Bereits in dieser Zeit hatte er erste Auftritte am Deutschen Schauspielhaus in Hamburg. Nach der Ausbildung hatte er bis 1976 ein Engagement am Staatstheater Braunschweig und anschließend war er bis 1980 Schauspieler in Graz. Von 1981 bis 1986 war er als Schauspieler und Regisseur am Salzburger Landestheater sowie am Zürcher Theater an der Winkelwiese beschäftigt, 1985–1988 auch als Schauspieler am Volkstheater Wien. Nach 18 Jahren Theatertätigkeit kehrte er nach Zürich zurück. 1988–2002 war er in verschiedenen Funktionen im Bereich der Hörbuchproduktion für die SBS Schweiz tätig, als Sprecher, Aufnahme-/Produktionsleiter und Mitglied der Geschäftsleitung. Er war auch Werbesprecher. Gründungs- und Vorstandsmitglied des VPS-ASP (Vereinigung professioneller Sprecherinnen und Sprecher der Schweiz). 1992–1995 machte er eine Ausbildung zum Erwachsenenbildner bei der AEB Zürich mit anschließender Tätigkeit als Kursleiter. Stimmtrainer bei der Theaterschule COMART. In der SBS Schweiz war er mitverantwortlich für die Entwicklung des neuen digitalen Daisy-Hörbuchs und arbeitete im internationalen DAISY Consortium mit. 2002 schlossen sich ein Sabbatical, längere Reise, sowie Berufs- und Ortswechsel an. Seit der Saison 2003/2004 bis 2011 war er am Residenztheater München unter Dieter Dorn hauptsächlich hinter, unter und neben der Bühne als Souffleur tätig. Reinhard lebt heute in Europa und Lateinamerika.